# یواس‌اس گارنارد (اس‌اس‌ان-۶۶۲)
یواس‌اس گارنارد (اس‌اسٰ‌ان-۶۶۲) (به انگلیسی: USS Gurnard (SSN-662)) یک زیردریایی بود که طول آن ۲۹۲ فوت (۸۹ متر) بود. این زیردریایی در سال ۱۹۶۷ ساخته شد.